# Państwowa Medyczna Wyższa Szkoła Zawodowa w Opolu
Państwowa Medyczna Wyższa Szkoła Zawodowa w Opolu (PMWSZ) – państwowa uczelnia medyczna w Opolu, utworzona 1 maja 2003 roku na podstawie rozporządzenia Rady Ministrów z dnia 8 kwietnia 2003 roku. W jej ramach powołano wówczas trzy instytuty: Fizjoterapii, Pielęgniarstwa i Położnictwa. 15 lipca 2020 roku została włączona w strukturę Uniwersytetu Opolskiego jako Wydział Nauk o Zdrowiu, będący częścią składową Collegium Medicum tej uczelni.
Kształciła studentów na pięciu podstawowych kierunkach zaliczanych do obszaru nauk medycznych, nauk o zdrowiu oraz nauk o kulturze fizycznej, na studiach stacjonarnych i niestacjonarnych: pierwszego, drugiego stopnia oraz jednolitych studiach magisterskich. Strukturę uczelni tworzyły w ostatnim okresie jej działalności trzy wydziały. Była jedyną państwową medyczną wyższą szkołą zawodową w Polsce, jak i pierwszą uczelnią medyczną na Opolszczyźnie.

## Władze uczelni

### Rektorzy
- 2003–2011: prof. dr hab. Andrzej Franciszek Steciwko – medycyna (choroby wewnętrzne)
- 2011–2012: dr hab. Roman Kurzbauer – medycyna (anatomia, medycyna sportowa)
- 2012–2020: dr hab. Tomasz Halski – kultura fizyczna (fizjoterapia, fizykoterapia)
- 2020–2020: dr hab. Renata Szyguła – pedagogika, kultura fizyczna (rehabilitacja ruchowa)

### Prorektorzy
- 2003–2010: dr hab. Janusz Kubicki – medycyna (ginekologia, położnictwo)
- 2004–2011: prof. dr. hab. Roman Kurzbauer – medycyna (anatomia, medycyna sportowa) / ds. naukowo-dydaktycznych
- 2010–2012: dr Andrzej Kucharski – medycyna (chirurgia naczyniowa) / ds. studenckich
- 2012–2014: dr Izabela Wróblewska – medycyna
- 2012–2014: dr Lucyna Sochocka – medycyna
- 2014–2016: dr Krystyna Brzozowska – medycyna / ds. studenckich
- 2014–2017: dr Magdalena Golachowska-Poleszczuk – medycyna / ds. nauki i rozwoju
- 2016–2017: prof. dr hab. Jolanta Świątek-Kozłowska / ds. studenckich
- 2017–2020: dr Edyta Kędra – medycyna / ds. nauki i rozwoju
- 2017–2020: dr Piotr Jerzy Gurowiec – medycyna / ds. studenckich

## Władze kanclerskie
W ostatniej kadencji władz uczelni w latach 2016–2020 kierownicze funkcję administracyjne pełnili: 
- Kanclerz: mgr inż. Piotr Rajfur
- Kwestor: mgr Bożena Orlik

## Historia

### Geneza uczelni
Państwowa Medyczna Wyższa Szkoła Zawodowa w Opolu powstała na bazie Medycznego Studium Zawodowego im. dr. Marii Kujawskiej. Początki tej szkoły sięgają 1955 roku, kiedy to utworzono Państwową Szkołę Położnych w Nysie, którą w 1957 roku przeniesiono do Opola do tymczasowej siedziby przy ul. Konduktorskiej. W 1962 roku zapadła decyzja o budowie nowej siedziby szkoły przy ul. Katowickiej, która została oddana do użytku w 1967 roku. W tym samym roku z inicjatywy władz wojewódzkich powstała Państwowa Szkoła Medyczna Pielęgniarstwa z tymczasową siedzibą w Brzegu. Po ukończeniu budowy Domu Słuchacza w Opolu przy ul. Katowickiej we wrześniu 1968 roku nastąpiło jej przeniesienie do Opola i połączenie organizacyjne z Państwową Szkołą Położnych w Zespół Średnich Szkół Medycznych w Opolu. W 1972 roku szkoła ta została przekształcona w wyniku reformy szkolnictwa w Polsce w Medyczne Studium Zawodowe w Opolu. Decyzją wojewody opolskiego z 1974 roku szkole nadano patrona, którym została dr Maria Kujawska.
Na początku XXI wieku zrodziła się idea powstania, na terenie województwa opolskiego, uczelni kształcącej kadrę medyczną, której brakowało w tym regionie. Z tego zapotrzebowania zrodził się pomysł utworzenia, na bazie Medycznego Studium Zawodowego im. Marii Kujawskiej, nowej uczelni, kształcącej kadry medyczne. Po zgromadzeniu stosownych dokumentów został przedłożony do Komisji Akredytacyjnej Ministerstwa Edukacji Narodowej wniosek o utworzenie w Opolu Wyższej Szkoły Medycznej.

### Początki uczelni
Rozporządzeniem Rady Ministrów z dnia 1 maja 2003 roku na bazie Medycznego Studium Zawodowego w Opolu powstała Państwowa Medyczna Wyższa Szkoła Zawodowa. Początkowo główny trzon kadry naukowej uczelni stanowili dotychczasowi nauczyciele studium, które ostatecznie zakończyło swoją działalność w 2007 roku. Pierwszym rektorem uczelni został w 2003 roku dr hab. Andrzej Steciwko. Strukturę uczelni tworzyły: Instytut Pielęgniarstwa na czele z dyrektorem dr. Ryszardem Kwiecińskim oraz Instytut Położnictwa, którym kierował dr Wojciech Guzikowski. W październiku 2003 roku uczelnia zainaugurowała pierwszy rok akademicki, zaś studia rozpoczęło ponad 300 studentów. W tym samym roku w lipcu oddano do użytku także nowy budynek dydaktyczny. Uroczysta inauguracja miała miejsce 17 października 2003 roku, zaś wykład inauguracyjny pt. Mistrz i uczeń w medycynie wygłosił prof. dr hab. Leszek Paradowski.
Mając na uwadze dalszy rozwój uczelni przystąpiono do dalszego rozwoju jej bazy lokalowej. W kadencji władz rektorskich 2004–2008 opracowano plan budowy nowoczesnej auli i siedmiokondygnacyjnego budynku dydaktycznego, mających pomieścić: 9 sal wykładowych, 15 seminaryjnych, nowoczesną bibliotekę wraz z czytelnią i bogato wyposażone laboratoria naukowo-badawcze. Działkę, na której miały się znaleźć nowe obiekty akademickie, która przylegała do terenu uczelni, przekazał prezydent Opola. W 2006 roku powstała kolejna jednostka organizacyjna PMWSZ – Instytut Fizjoterapii. Jego dyrektorem został dr Tomasz Halski. Nowy kierunek studiów, jakim była fizjoterapia, cieszył się sporą popularnością wśród absolwentów szkół średnich, biorących udział w rekrutacji w roku akademickim 2006/2007 i to pomimo faktu, iż ten sam kierunek można było w Opolu również studiować na Politechnice Opolskiej. W 2008 roku powstał Instytut Zdrowia Publicznego, którego szefostwo objął dr Zbigniew Kuzyszyn.

### Dalszy rozwój uczelni
W 2009 roku oddano do użytku nowoczesną aulę mogącą pomieścić 500 słuchaczy z możliwością jej podziału na dwie samodzielne sale. W tym samym roku pierwszy rok działalności zainaugurował Instytut Kosmetologii na czele z dr Izabelą Wróblewską. Rok później zakończono modernizację biblioteki uczelnianej oraz sali gimnastycznej. W 2011 z przyczyn zdrowotnych prof. Andrzej Steciwko zrezygnował z kierowania uczelnią. Nowym rektorem został prof. Roman Kurzbauer, który kontynuował wizję rozwoju swojego poprzednika. Zastąpiony został on w 2012 roku w wyniku kolejnych wyborów władz uczelni na tym stanowisku przez dr. Tomasza Halskiego. W 2012 roku zmarł pierwszy rektor PMWSZ w Opolu, prof. Steciwko. Mając na uwadze jego zaangażowanie w powstanie i rozwój opolskiej uczelni medycznej, jej Senat podjął decyzję o nadaniu jego imienia auli uczelni. Obchodząc w 2013 jubileusz 10-lecia uczelni zorganizowano zjazd absolwentów Studium Medycznego oraz PMWSZ w Opolu.
W 2014 roku opolska medyczna wyższa szkoła zawodowa uzyskała zgodę na prowadzenie studiów drugiego stopnia na kierunku fizjoterapia, zaś w 2015 roku na kierunku pielęgniarstwo, a w 2016 roku w zakresie położnictwa i kosmetologii. W tym samym roku powstał Instytut Dietetyki, którego dyrektorem została dr Krystyna Brzozowska. Ważnym wydarzeniem w dziejach uczelni było otrzymanie od Ministerstwa Nauki i Szkolnictwa Wyższego w 2017 roku kategorii naukowej A dla kierunku fizjoterapia. Kadencja władz uczelni 2016–2020 przyniosła także zmianę struktury organizacyjnej tej szkoły wyższej. Również w 2017 roku, w miejsce dotychczasowych instytutów, zostały powołane wydziały: Wydział Nauk o Zdrowiu, Wydział Nauk Medycznych oraz Wydział Fizjoterapii. W 2019 roku otworzono przy wsparciu ze strony Ministerstwa Zdrowia Innowacyjne Centrum Symulacji Medycznej, w którym w warunkach wysokiej wierności odbywały się zajęcia praktycznej nauki zawodu.
Od 2015 roku uczelnia przystąpiła do programu wymiany studentów i pracowników naukowo-dydaktycznych – Erasmus+. Koordynacją tego projektu zajęło się założone rok później Biuro ds. Współpracy z Zagranicą. Udział w programie wzięło ponad 400 uczestników, a kolejnych 200 skorzysta z niego na podstawie grantów pozyskanych w 2020 roku. Państwowa Medyczna Wyższa Szkoła Zawodowa w Opolu podjęła współpracę z uczelniami w Fidżi, Japonii, Kubie, Stanach Zjednoczonych, Rosji, Ukrainie, Białorusi, Kazachstanie, Izraelu i Bhutanie.

### Włączenie w struktury Uniwersytetu Opolskiego
Koncepcja konsolidacji Państwowej Medycznej Wyższej Szkoły Zawodowej w Opolu z Uniwersytetem Opolskim po raz pierwszy pojawiła się w styczniu 2015 roku. Podstawą tej idei było przeświadczenie, iż jedynie stworzenie silnego oraz prężnego ośrodka akademickiego, kształcącego także w dziedzinie nauk medycznych i nauk o zdrowiu, stwarza nowe możliwości rozwoju opolskiego środowiska akademickiego. Ponadto uważano, że włączenie PMWSZ do opolskiego uniwersytetu pozwoli na bardziej efektywną gospodarkę finansową, a także w istotny sposób przełoży się na lepsze wykorzystanie zasobów kadrowych, jak i finansowych obu uczelni. Kolejne lata przyniosły dalsze rozmowy, jednak nie kończyły się one wypracowaniem żadnego porozumienia w tej sprawie.
Jednak kolejne, trudne rozmowy dotyczące szczegółów konsolidacji, a później samego pomysłu włączenia PMWSZ w strukturę uniwersytetu, zakończyły się niepowodzeniem. Przełomem okazały się pracę na szczeblu ministerialnym, kiedy to ówczesny minister nauki i szkolnictwa wyższego Jarosław Gowin w 2019 roku zaproponował projekt rozporządzenia w sprawie włączenia PMWSZ w Opolu do Uniwersytetu Opolskiego. Rozpoczęło to cykl cotygodniowych dyskusji przedstawicieli obu uczelni. 24 kwietnia 2020 roku list popierający projekt rozporządzenia napisali do Ministerstwa Nauki i Szkolnictwa Wyższego byli rektorzy Uniwersytetu Opolskiego, zaś 14 maja tego samego roku zapadła ministerialna decyzja o połączeniu obu uczelni.
21 maja 2020 roku miało miejsce uroczyste podpisanie dokumentu o połączeniu obu placówek akademickich. Weszła ona w życie 15 lipca tego samego roku. W jej wyniku Państwowa Medyczna Wyższa Szkoła Zawodowa w Opolu weszła w skład Uniwersytetu Opolskiego jako Wydział Nauk o Zdrowiu, będący częścią Collegium Medicum. W skład kolegium ponadto miał wejść uniwersytecki Wydział Lekarski. Dotychczasowy rektor PMWSZ w Opolu objął funkcję prorektora ds. Collegium Medicum.

## Kierunki kształcenia
W roku akademickim 2019/2020 Państwowa Medyczna Wyższa Szkoła Zawodowa w Opolu oferowała studia w trybie stacjonarnym i niestacjonarnym I stopnia na czterech kierunkach. Kształcenie trwało trzy lata i kończyło się uzyskaniem tytułu zawodowego licencjata. Do wyboru były następujące kierunki:
- pielęgniarstwo,
- położnictwo,
- kosmetologia,
- dietetyka.

Po ukończeniu studiów licencjackich ich absolwenci mogli kontynuować dalsze kształcenie w ramach studiów II stopnia (magisterskich uzupełniających) w trybie dziennym bądź zaocznym. Nauka na nich trwała dwa lata i kończyła się uzyskaniem tytułu zawodowego magistra:
- fizjoterapii,
- pielęgniarstwa,
- położnictwa,
- kosmetologii.

Uczelnia kształciła także w ramach jednolitych studiów magisterskich, trwających 5 lat studentów na kierunku fizjoterapia. Ich absolwenci otrzymywali tytuł zawodowy magistra. Ponadto opolska medyczna wyższa szkoła zawodowa oferowała także studia podyplomowe oraz kursy dokształcające.

## Wydawnictwo PMWSZ w Opolu
Uczelnia posiadała własne Wydawnictwo Państwowej Medycznej Wyższej Szkoły Zawodowej w Opolu, które powstało w 2013 roku. Zajmowało się ono publikowaniem monografii naukowych oraz podręczników w celu promowania nowoczesnej wiedzy, badań naukowych, jak i także prac rozwojowych jej pracowników. Prace koncentrowały się na najnowszych osiągnięciach naukowych medycyny ze szczególnym uwzględnieniem pielęgniarstwa, położnictwa i fizjoterapii. Ponadto publikowane prace m.in. z zakresu: neonatologii, pediatrii, chorób cywilizacyjnych, zagadnień rehabilitacji, profilaktyki chorób, edukacji zdrowotnej, doświadczeń pacjenta w związku z chorobą oraz bólem, etyki medycznej. Misją wydawnictwa było umożliwienie wszystkim zainteresowanym dostępu do monografii naukowych, podręczników. Publikacje wydawane były głównie w sposób niekomercyjny. Dostępne były w wersji drukowanej jak i opublikowane on-line w Dolnośląskiej Bibliotece Cyfrowej.